# Lista de futebolistas brasileiros campeões da Copa Libertadores da América por equipes estrangeiras
Este artigo traz uma lista com os futebolistas brasileiros que se sagraram campeões da Copa Libertadores da América por equipes estrangeiras.
Até hoje, apenas 3 jogadores aparecem nesta seleta lista. O primeiro deles, Mílton Alves da Silva "Salvador", também foi o primeiro brasileiro campeão da Libertadores. Depois vieram Jair Gonçalves Prates, em 1982, com o Peñarol, e Henrique da Silva, com o Olímpia, em 2002.
| #  | Jogador                          | Local de nascimento | Equipe  | Edição                               | Ref.  |
| -- | -------------------------------- | ------------------- | ------- | ------------------------------------ | ----- |
| 01 | Mílton Alves da Silva "Salvador" | Porto Alegre, RS    | Peñarol | Copa Libertadores da América de 1960 | [ 1 ] |
| 02 | Jair Gonçalves Prates            | Porto Alegre, RS    | Peñarol | Copa Libertadores da América de 1982 | [ 2 ] |
| 03 | Henrique da Silva                | Arraial do Cabo, RJ | Olímpia | Copa Libertadores da América de 2002 | [ 3 ] |